# 아부 누와스

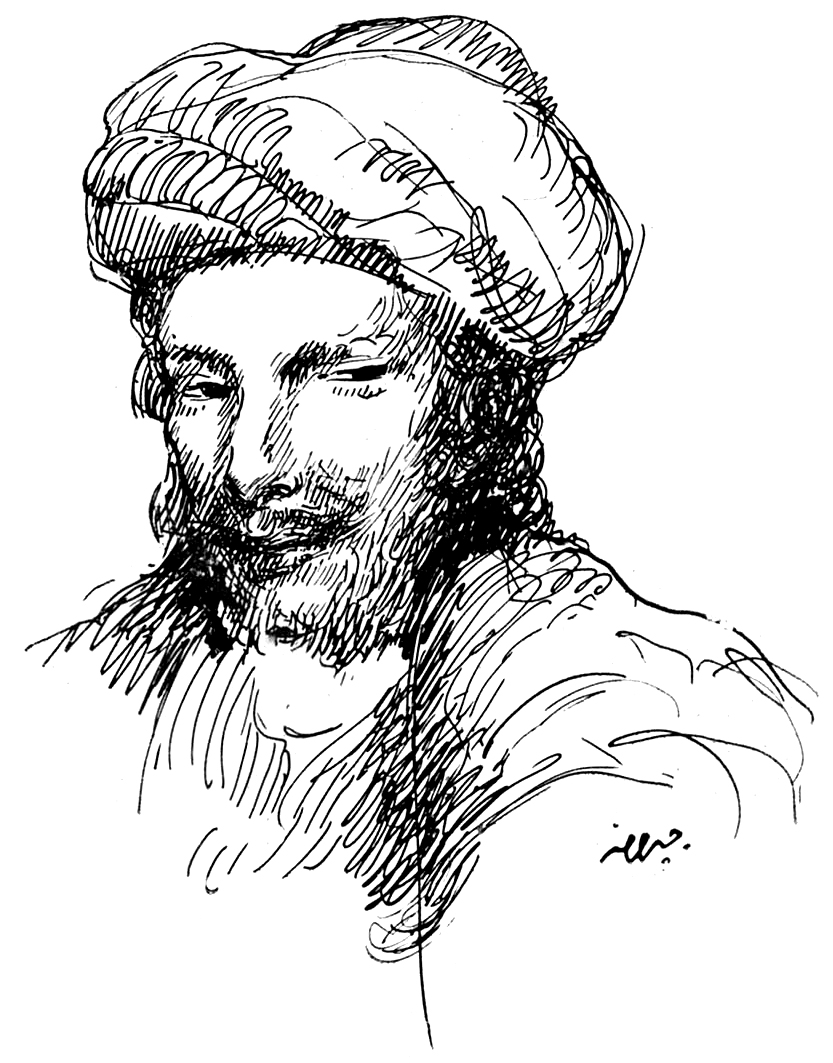
아부 누와스

아부 누와스(750년~815년)는 아바스 왕조의 시인으로, 본명은 알하산 이븐 하니이다. 아바즈에서 출생하였다. 부친은 아랍, 모친은 이란계이다. 바스라와 쿠파에서 살다가 바그다드에 나와 칼리프 하룬 알라시드와 알아민의 궁정에서 시재를 발휘하였다. 술과 사랑의 시, 분방한 생활 태도로 유명하였고, 알무타나비와 알마아리 등과 더불어 아바스 왕조 시대의 새로운 아라비아어 시계(詩界)를 대표하는 시인으로 그 선두에 섰다고 할 수 있다.